# Chusta z Oviedo
Niektóre z zamieszczonych tu informacji od 2022-03 wymagają weryfikacji.
Dokładniejsze informacje o tym, co należy poprawić, być może znajdują się w dyskusji tego artykułu.
 Po wyeliminowaniu niedoskonałości należy usunąć szablon [[Szablon:Dopracować|]] z tego artykułu.

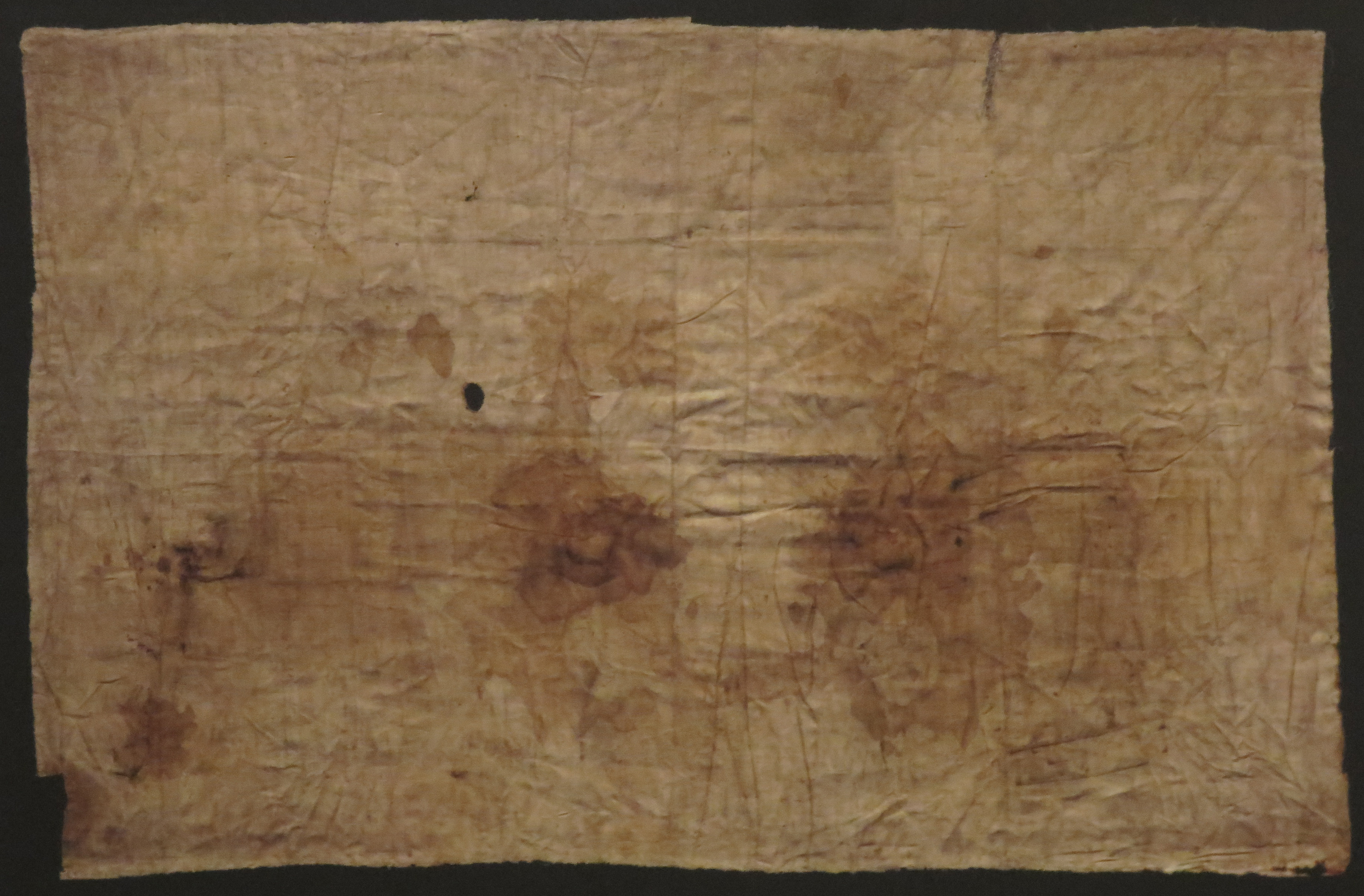
Chusta z Oviedo

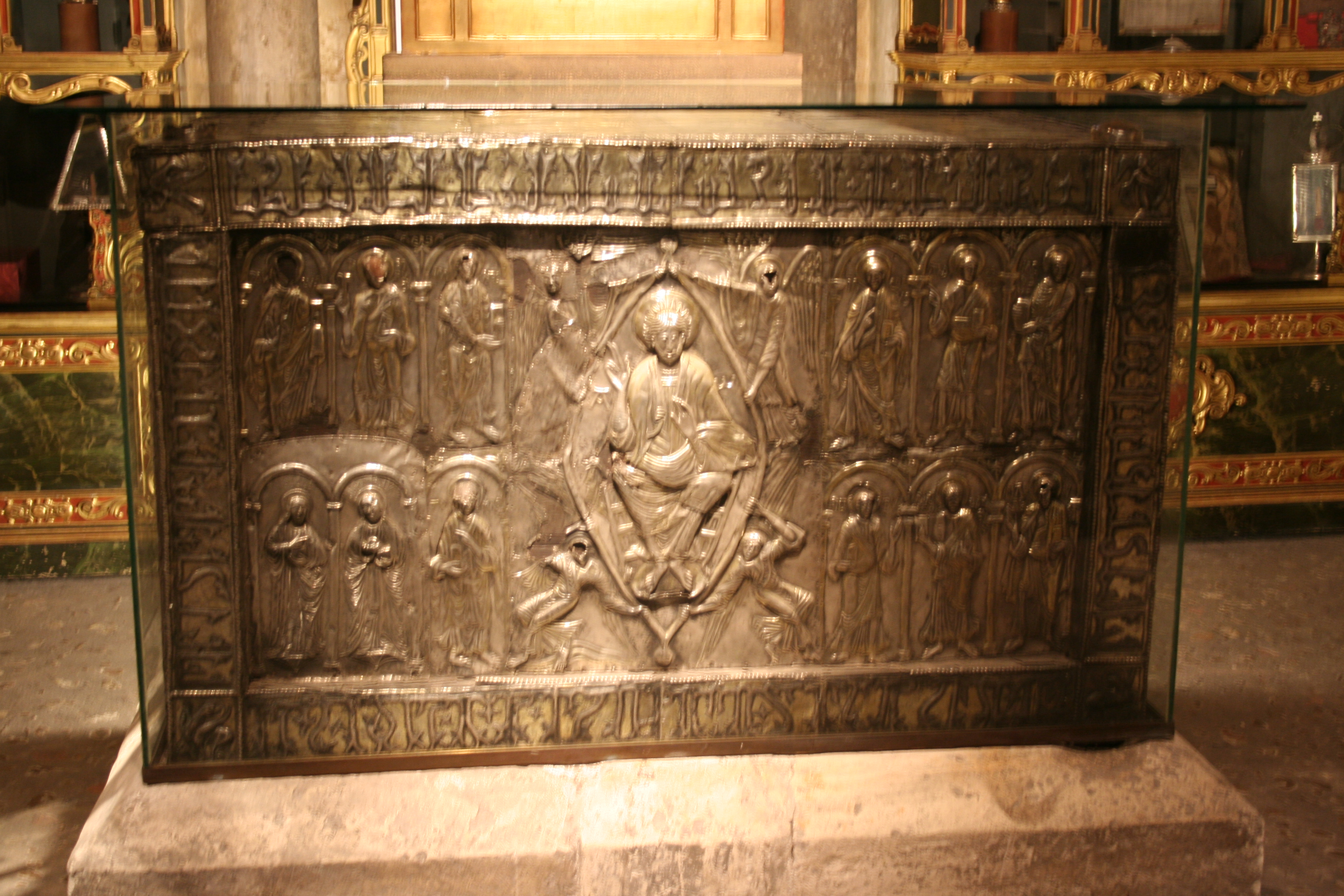
Relikwiarz zawierający Chustę z Oviedo

Chusta z Oviedo (Sudarium z Oviedo) – okrwawiona tkanina o wymiarach 84 x 53 cm, przechowywana w katedrze w Oviedo, w Hiszpanii.

## Historia
Według tradycji jest to sudarium, w które zawinięto w grobie głowę Jezusa Chrystusa, o czym opowiadają Ewangelia Łukasza, Ewangelia Mateusza, Ewangelia Marka i Ewangelia Jana.
Wzmianka o istnieniu tej relikwii pojawia się w źródłach historycznych w 570, kiedy to miała być przechowywana w klasztorze św. Marka w Jerozolimie. W 614, w czasie najazdu na imperium bizantyjskie perskiego króla Chosrowa II Parwiza, chusta została wywieziona przez północną Afrykę do Asturii.

## Badania naukowe

### Badania radiowęglowe
Liczne próby datowania radiowęglowego dały wyniki na tyle rozbieżne, że ich autorzy nie podjęli się jednoznacznego określenia wieku tej chusty. W 1991 roku, na seminarium w Barcelonie poświęconym Całunowi Turyńskiemu, Mario Moroni podał, że datowanie sudarium dało wyniki pomiędzy pierwszym a siódmym wiekiem naszej ery. Później, w 1994 roku na I Międzynarodowym Kongresie na temat Sudarium z Oviedo podano, że Moroni, na zlecenie znanego badacza Całunu Turyńskiego Pierluigi Baima Bollone, wysłał do dwóch laboratoriów w Tucson i Toronto próbki pobrane przez szwajcarskiego palinologa Maxa Frei podczas jego wizyty w Oviedo w 1979. Laboratoria określiły datę pochodzenia Sudarium na okres między 653 a 786 rokiem (Toronto), oraz między 642 a 869 (Tucson) lub też między 642 a 769 (Tucson) w obu przypadkach na poziomie ufności 95%. Najbardziej prawdopodobny przedział mieści się między 679 a 710 rokiem. Przedstawiciel laboratorium w Tucson A.J.T. Jull stwierdził, że laboratorium otrzymało resztki lnianych próbek o niewiadomym pochodzeniu. Z kolei Paul Damon, kierownik laboratorium w Tucson, odpisał Guscinowi, że próbki zostały dostarczone w postaci gazowej (dwutlenek węgla) w nieszczelnych ampułkach – co umożliwiało wymianę gazów z otoczeniem.

### Badania krwi
Badania krwi, przeprowadzone na Całunie Turyńskim i na chuście, wskazały, że są to ślady krwi o tej samej grupie: AB, rozpowszechnionej wśród ludności Bliskiego Wschodu, ale niezwykle rzadkiej w średniowiecznej Europie.

### Badania porównawcze z Całunem
Amerykański profesor Alan Whanger przeprowadził badania porównawcze Całunu i Sudarionu z Oviedo. Doszedł do wniosku, że układ plam krwi na obu tkaninach był identyczny. Według niego nie ma wątpliwości, że oba te płótna okrywały tę samą osobę, tylko w innych momentach. Wszystkie ślady pozostawione na obu materiałach zgodne są natomiast z biblijnym opisem męki, śmierci i pogrzebu Jezusa. Co więcej materiał całunu i chusty wykazuje podobieństwo, różniąc się jedynie sposobem tkania.

### Podsumowanie badań nad sudarium z Oviedo
Międzynarodowy Kongres na temat Sudarium z Oviedo w 1994 roku podsumował wyniki pięcioletnich badań nad Sudarium w następujących punktach
1. Sudarium z Oviedo jest relikwią, której od dawna oddawana jest cześć w katedrze. Poplamione zostało ludzką krwią grupy AB.
2. Len jest pobrudzony, zmięty, podarty, a w pewnych miejscach nadpalony, poplamiony i mocno zanieczyszczony. Nie wykazuje jednak żadnych cech oszukańczej manipulacji.
3. Wydaje się, że podczas pogrzebu przykrywał twarz dorosłego człowieka przeciętnego wzrostu.
4. Mężczyzna, którego twarz przykrywało sudarium, nosił brodę i długie włosy związane na karku w rodzaj końskiego ogona.
5. W dolnych partiach potylicy znajdowały się liczne rany spowodowane bardzo ostrymi przedmiotami. Rany te krwawiły godzinę przed zetknięciem się z chustą.
6. Usta mężczyzny były zamknięte, jego nos złamany i przesunięty na prawo przez ciasno przyłożoną chustę.
7. Mężczyzna był martwy. Nie da się powiązać mechanizmu powodującego powstanie plam krwi z ruchami oddechowymi.
8. Zanim mężczyzna owinięty został chustą, prawie cała jego głowa, ramiona oraz część pleców pokryte były krwią. Krew ta jest krwią premortalną, pojawiła się więc przed śmiercią i wyraźnie różni się od krwi postmortalnej, czyli tej, która wypłynęła po śmierci. Stąd można wnioskować, że mężczyzna przed swoją śmiercią został czymś zraniony, a to spowodowało krwawienie skóry głowy. Pozostałe zranienia musiały wystąpić na barkach, ramionach oraz górnej części pleców.
9. Bezpośrednią przyczyną śmierci tego mężczyzny był obrzęk płuc. Większa część plam na chuście pochodzi z osocza, zmieszanego w proporcji 6:1 z krwią.
10. Po śmierci zwłoki mężczyzny przez około godzinę znajdowały się w pozycji pionowej. Prawe ramię było wygięte do góry, głowa pochylona była o siedemdziesiąt stopni do przodu i dwadzieścia stopni na prawą stronę. W pozycji tej znajdował się, kiedy na głowie położono mu po raz pierwszy chustę.
11. Po około czterdziestu pięciu minutach ciało zmarłego zostało poruszone, przy czym ktoś próbował zatamować ręką płynący z nosa strumyk płynu.
12. W końcu zmarły został ułożony poziomo, twarzą do góry i niesiony był na krótkim odcinku, nie dłużej niż pięć do dziesięciu minut. W tym czasie płyn wyciekający z nosa rozlał się po chuście. Poprzez ucisk chusty na nos – w wyniku czego pojawił się krwawy odcisk palca – próbowano zatrzymać wyciek. Później kontynuowano transport ciała.
13. Po przybyciu na miejsce zdjęto chustę z twarzy zmarłego.
14. Na koniec zetknęła się ona ze śladami mirry i aloesu.